# Laegaardia
Laegaardia, rod trava iz podtribusa Paramochloinae, dio tribusa Poeae. Opisan je 2019. godine. Jedina vrsta je L. ecuadoriense, Ekvadorski endem

## Sinonimi
- Calamagrostis ecuadoriensis Laegaard